# Longitudine del pericentro
In meccanica celeste, la longitudine del pericentro, detta anche longitudine del periastro, di un corpo orbitante è la longitudine (misurata dal punto vernale) alla quale si verificherebbe il periastro se l'inclinazione orbitale del corpo fosse pari a zero. Di solito è indicata con la lettera greca ϖ.
Per il moto di un pianeta attorno al Sole, questa posizione è chiamata longitudine del perielio ϖ, che è la somma della longitudine del nodo ascendente Ω, e dell'argomento del perielio ω.
La longitudine del pericentro è un angolo composto, con una parte misurata nel piano di riferimento e la restante parte nel piano dell'orbita. Allo stesso modo, qualsiasi angolo derivato dalla longitudine del pericentro (ad esempio, longitudine media e longitudine vera) sarà anch'esso composto.
Talvolta, il termine longitudine del pericentro viene utilizzato per riferirsi a ω, l'angolo tra il nodo ascendente e il periapside. Tale utilizzo del termine è particolarmente comune nelle pubblicazioni sulle stelle binarie e sugli esopianeti. Tuttavia, l'angolo ω è meno ambiguamente noto come argomento del pericentro.

## Calcolo
ϖ è la somma della longitudine del nodo ascendente Ω (misurata sul piano dell'eclittica) e dell'argomento del pericentro ω (misurata sul piano orbitale): 
{\displaystyle \varpi =\Omega +\omega }
che derivano dai vettori orbitali di stato.